# Medicina tradicional xinesa

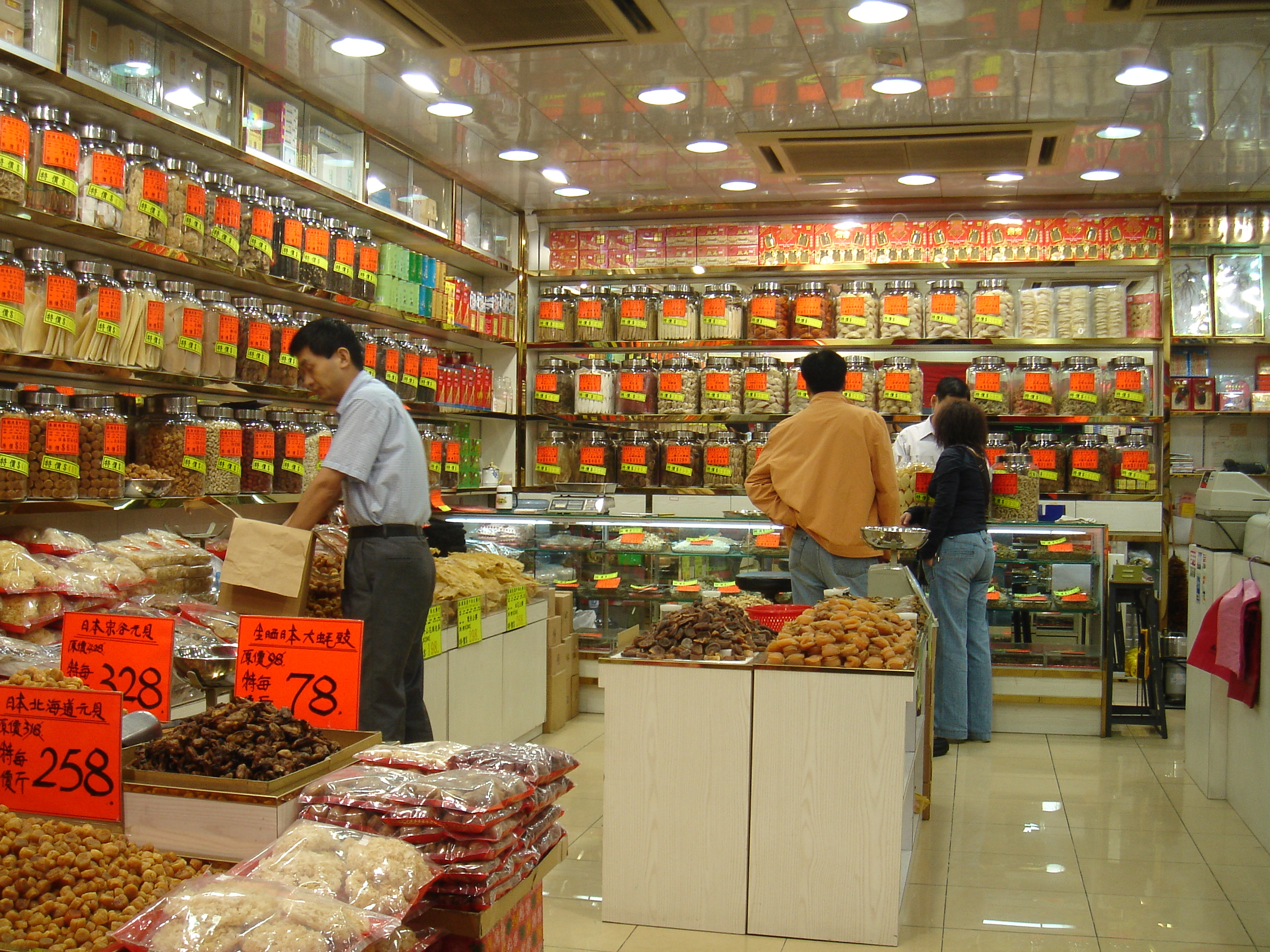
Venda de productes per a MTX a Hong Kong

La medicina tradicional xinesa o medicina xinesa (xinès: 中醫, zhōngyī xué o 中藥學, zhōngyaò xué) és el conjunt de pràctiques de medicina tradicional fetes servir a la Xina i que es fonamenta en pràctiques com l'acupuntura, tai-chi i la farmacopea. És considerada una de les formes més antigues de la medicina oriental, terme que engloba també les altres medicines d'Àsia, com els sistemes mèdics tradicionals de l'Índia, el Japó, Corea, el Tibet i Mongòlia.
Aquesta medicina es fonamenta en una estructura teòrica sistemàtica de naturalesa filosòfica. Inclou entre els seus principis l'estudi de la relació del yin i el yang, de la teoria dels cinc elements (wuxing) i dels sistemes de circulació de l'energia, o energia vital del cos, txi o qi pels anomenats meridians del cos humà que tenen branques connectades amb òrgans i funcions corporals.
Els esforços externs s'han d'enfocar a ajudar les funcions d'autoguariment del cos sense interferir-hi. Aquesta pràctica mèdica a la Xina abastava una sèrie de pràctiques de salut i curació, creences populars, teoria i filosofia confuciana, remeis a base d'herbes, menjar, dieta i exercici i escoles de pensament. La seva creença bàsica és que el cos humà disposa d'un sistema sofisticat per a localitzar les malalties i dirigir energia i recursos per guarir els problemes per si mateix.
Actualment, la medicina tradicional xinesa està progressivament incorporant tècniques i teories de la medicina occidental, especialment els exàmens mèdics sense característiques invasives. Ha tingut una certa contestació per la ciència d'Occident tractant-la de pseudociència pel concepte d'energia vital i per la seva manca de mecanismes d'acció o l'efecte farmacològic de les substàncies ingerides. Els conceptes del cos i de la malaltia utilitzats en aquestes pràctiques reflecteixen els seus antics orígens, i el seu èmfasi en els processos dinàmics sobre l'estructura material, similar a la teoria humoral de l'antiga Grècia i l'antiga Roma.
A principis del segle xx, la renovació cultural i política xinesa va treballar per eliminar les pràctiques tradicionals com a endarrerides i poc científiques. Els metges tradicionals van seleccionar elements de la filosofia i la pràctica i els van organitzar en el que van anomenar "Medicina xinesa" (Zhongyi). A la dècada de 1950, el govern xinès va patrocinar la integració de la medicina xinesa i occidental La Revolució cultural de la dècada de 1960 va popularitzar la medicina xinesa a l'abast de tota la societat.
Tenint com a base el reconeixement de les lleis fonamentals que governen el funcionament de l'organisme humà i la seva interacció amb l'ambient seguint els cicles de la natura, busca aplicar aquesta comprensió tant al tractament de les malalties com al manteniment de la salut mitjançant diversos mètodes.
La demanda de medicines tradicionals a la Xina ha estat un gran generador de comerç il·legal de vida salvatge, relacionat amb la matança i la caça furtiva d'animals en perill d'extinció.

## Tècniques terapèutiques de la medicina xinesa

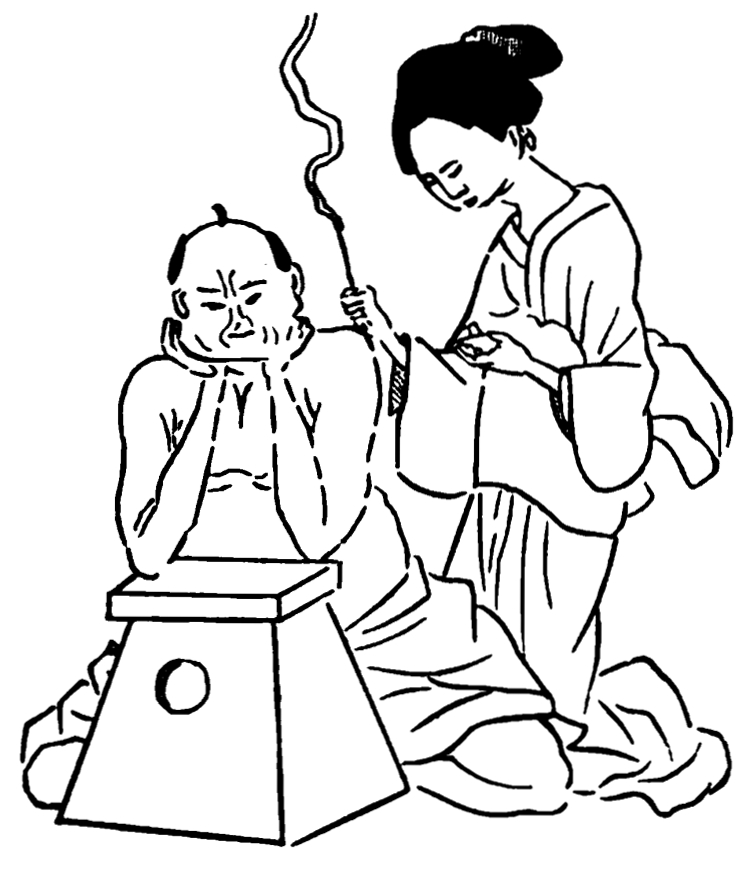
Aplicació de Moxa

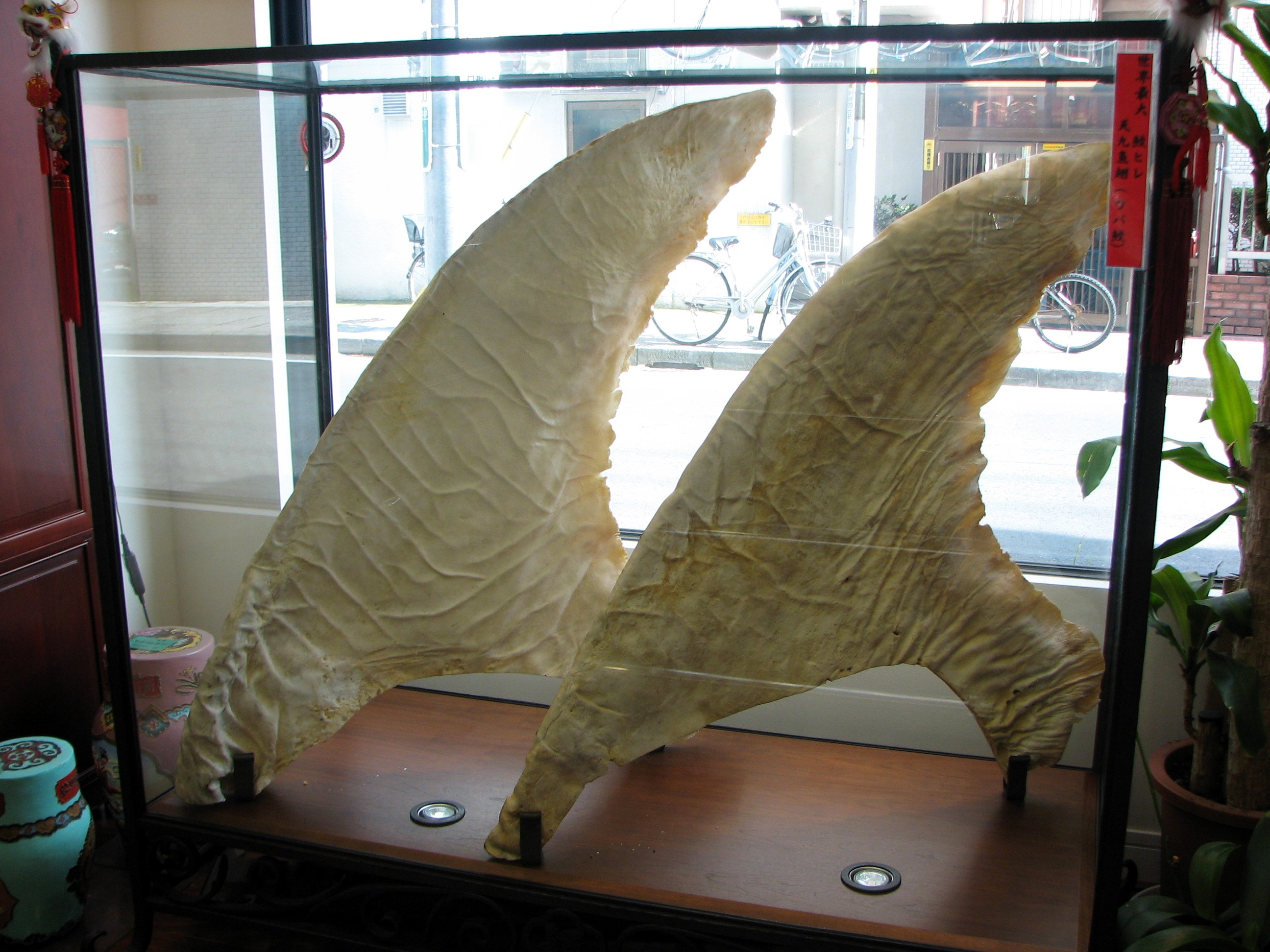
Aletes de tauró

Són set els principals mètodes de tractament:
1. Tui Na o Tuinà (推拿).[13]
2. Acupuntura (針疚).[14]
3. Moxa (艾炙).[15]
4. Ventosateràpia (拔罐).[16]
5. Fitoteràpia xinesa (中药).[17]
6. Teràpia alimentària xinesa (食療) o dietoteràpia xinesa.[18]
7. Pràctiques físiques: exercicis que integren la meditació relacionats amb la respiració i circulació de l'energia, com el qi gong (氣功), el tai ji quan (太極拳) i altres arts marcials internes que poden contribuir al reequilibri de l'organisme.[19][20][21] Pràctiques com el zhan zhuang (站椿), el baduanjin （八段锦）i el lian gong （练功）són realitzades actualment fora del context de les arts marcials

### Canals col·laterals
Una de les aportacions més originals d'aquesta medicina és el descobriment dels canals d'acupuntura. Aquests canals es poden concebre com una mena de xarxa formada per trajectes lineals molt complexa que uneix tot el cos: l'interior amb l'exterior, els diferents òrgans (zang-fu) entre si, i també uneixen els mateixos canals. Aquest descobriment, segons els xinesos, prové del fet empíric que punts acupunturals situats en trajectes lineals comuns, tenen efectes semblants o, almenys, sobre els mateixos òrgans interns, o zones del cos.
Modernament, gràcies al desenvolupament de mesuradors de resistència elèctrica cutània molt sensibles, la seva comprovació pràctica és possible. Segons la tradició xinesa, que afirma que són vies de comunicació de qi-xue (energia-sang), resultarien una mena de "camins" pels quals l'energia (que també transmetria informació) circula. La direcció de l'energia, la seva potència i la seva natura (potenciadora, reductora, reguladora), és modificada mitjançant els punts d'acupuntura i també mitjançant la implantació d'agulles en els trajectes dels canals i fins i tot fora.
L'autèntica medicina tradicional xinesa és l'única que fa servir aquestes tècniques refinades, mentre que l'acupuntura "pobra", d'un acupuntor amb poca formació o d'un metge occidental que fa servir de forma empírica l'acupuntura, es limitarà a utilitzar les propietats més específiques i individuals dels punts. Per exemple, si punxem el punt 20 de DM situat a dalt de tot del crani, on s'uneixen les tres sutures cranials en sentit cap a l'esquena, s'obté un efecte hipotensor, mentre que si punxem en direcció cap a la cara, s'obté un efecte activador del sistema nerviós i hipertensor.

## Dates històriques de la medicina tradicional xinesa
- 4115 – 4365 aC. Yang Shao, parentiu matrilineal; Lung Shao, parentiu patrilineal (Eliade), condició essencial per a entendre les regles avi-fill-nét en l'estudi dels 5 elements.[22]
- 2600 aC. Neijing, el manual mèdic xinès més antic conegut.[23][24]
- 2000 aC. Foneria del bronze / dinastia Xang (Blunden; Elvin).
- 1400 aC. Descoberta de l'alcohol en la dinastia Sang (1800 aC–1100 aC) en el nord de la Xina (Blunden; Elvin).
- 600 aC. Encuny de moneda de coure (Zhou) (Blunden; Elvin).
- 513 aC. Primera referència a la foneria de ferro (Gernet).
- 501 a C. Referència a 4 processos de diagnòstic mèdic: examen de la cara, de la llengua auscultació, pols, història mèdica (Gernet).
- 479 a C. Data tradicional de la mort de Confuci (551-479) (Gernet; Eliade).
- 436 a C. Càlcul de l'any solar 365 dies 3, 1/4 (Gernet).
- 289 a C. Mort de Menci, deixeble de Confuci (Gernet).
- 200 aC – 0 dC. Doctrina dels 5 elements i Yin Yang. (Blunden; Elvin; Gernet).
- 200 aC s. II aC. Siderúrgia de l'acer (Gernet).
- 140 aC. Primera obra d'alquímia xinesa (Gernet).
- 160 aC. Control de l'ensenyament mèdic (Beau).
- 28 aC. Inici del registre sistemàtic de les taques solars (Gernet).
- 0 – 200 dC. Primers hospitals (Blunden; Elvin; Ronan).
- 50. Arribada del budisme (Blunden; Elvin).
- 215-282. El metge Zhenjiu Jiayijing d'Anding – Gansu publica una síntesi i sistematització del Nei jing definint noms per a 348 ponts (Fu weikang).
- 300 (segle iv). Publicació de Ge Gong en què es refereix a la moxa com all i sal per a infeccions (Fu weikang).
- 600. Publicació tipogràfica sobre acupuntura (Ronan).
- 618-917. Dinastia Tang, creació de l'Institut de Medicina Imperial (Tai Yi Shu), amb departaments separats d'acupuntura, moxa i farmacologia (Fu weikang).
- 624. Inici dels exàmens sistemàtics controlats per l'estat.
- 900. Impressió amb blocs de fusta (Ronan; Blunden; Elvin).
- 1000. Impressió amb tipus mòbils (Blunden; Elvin).
- 1200. impressió d'il·lustracions (botànica) (Ronan).
- 1500. Hospitals de colònies de leprosos (Ronan).
- 1518-1593 (segle xvi). El metge Li Shizhen publica Compendi de matèria mèdica (Ben Cao Gang Mu): inclou farmacopea detallada amb 443 productes derivats d'animals; 1.074 vegetals i 354 productes minerals (Fu weikang; Beau).